# Serkland

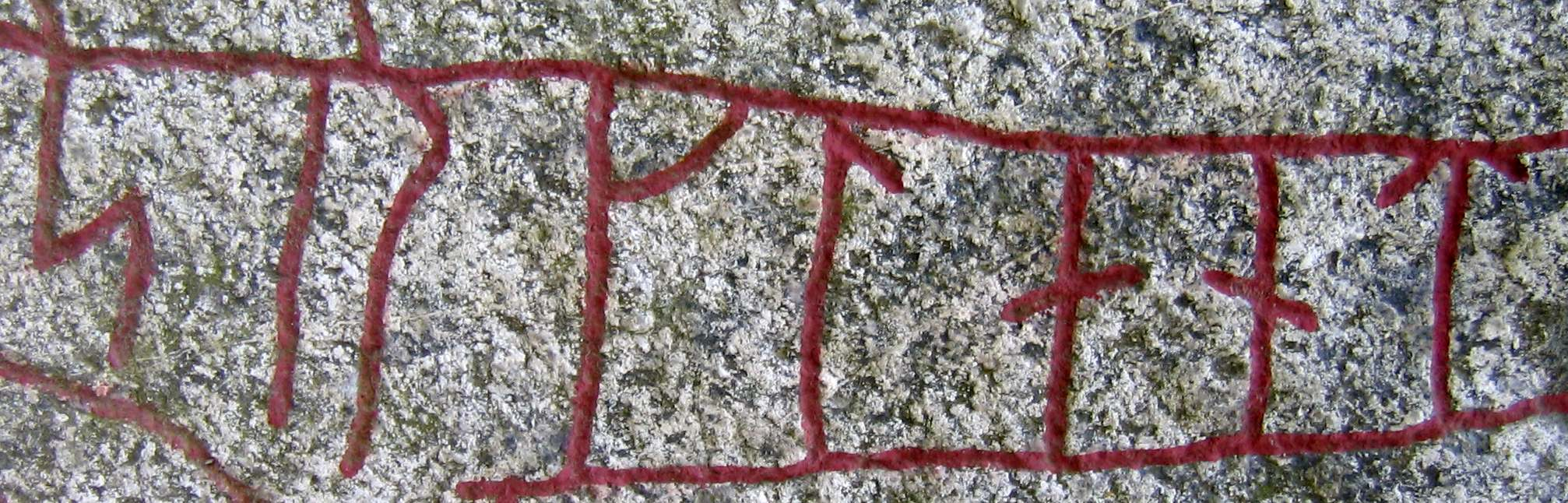
Detalle de la Piedra rúnica de Tillinge; Iglesia de Tillinge en Uppland, Suecia, con la inscripción Srklant

Særkland o Serkland (del nórdico antiguo: tierra de sarracenos) era el nombre asignado al Califato Abasí, y probablemente a regiones vecinas del mundo islámico según fuentes nórdicas antiguas, como sagas y piedras rúnicas.
Al margen de la obvia similitud al nominativo sarraceno, el nombre deriva de serkr (vestido, del sueco moderno "särk") y land (tierra, país), en referencia a la vestimenta de las gentes que vivían en aquellas tierras. Otra posible explicación es la palabra turca para las cuarenta pieles, que era un método de cambio importante durante la era vikinga y que más tarde se convertiría en la palabra rusa para definir cuarenta - sorok. Podría también tener relación con Sarkel, una ciudad de los jázaros.
A resaltar una de las piedras rúnicas de Ingvar, la piedra rúnica de Gripsholm, levantada sobre el año 1040 d. C., que conmemora una desgraciada pérdida varega en Serkland y la piedra rúnica de Tillinge levantada en memoria de un vikingo varego que no regresó de las incursiones en Serkland.
Las sagas que mencionan el territorio de Serkland son Saga Ynglinga, Sörla saga sterka, Sörla þáttr, Sigurðar saga jórsalafara y Hjálmþés saga ok Ölvis. También se menciona en los escritos escaldos de siglo XI de Þórgils fiskimaðr, y siglo XII Þórarinn stuttfeldr.